# Calomys sorellus
Calomys sorellus är en däggdjursart som först beskrevs av Thomas 1900.  Calomys sorellus ingår i släktet aftonmöss och familjen hamsterartade gnagare. IUCN kategoriserar arten globalt som livskraftig. Inga underarter finns listade.
Denna gnagare förekommer bara i Anderna i Peru. Den vistas där mellan 2000 och 4600 meter över havet. Habitatet utgörs av gräsmarker, buskskogar, öppna trädansamlingar och jordbruksmark.